# 雅克·洛布
雅克·洛布（Jacques Loeb，1859年4月7日－1924年2月11日），美国生理学家及生物学家，生於德国，以其在单性生殖方面的研究闻名。

## 生平
洛布曾在柏林、慕尼黑和斯特拉斯堡的大學接受過教育。他在畢業後於斯特拉斯堡和柏林的大學選讀了一些課程，並於1886年成為维尔茨堡大學生理學研究所的一名助理，直到1888年才結束了此一工作，並到另一相同地位的地方工作。1888年在基爾以及1889年和1890年在那不勒斯他休假時，他繼續進行他的生物研究。1892年，他獲聘到芝加哥大學當生理學和實驗生物學的助理教授，在1895年他正式成為實驗生物學教授，並在1899年成為生理學教授。1902年，他到加州大學當上相似於在在芝加哥大學的職位。1910年洛布遷到紐約的洛克斐勒醫學研究院（Rockefeller Institute for Medical Research），在那裡他管理著專為他而建的一個科系。他一直在洛克斐勒醫學研究院（現為洛克斐勒大學）工作直至他逝世為止。
多年來，洛布每個夏天都會埋首於麻薩諸塞州伍德豪的海洋生物實驗室，做有關無脊椎海洋生物的實驗。在這裡，洛布完成了他最著名的實驗，人工單性生殖。洛布可以使海膽卵子獨自發育成為胚胎，而不需要任何精子。
洛布成為美國最著名的科學家之一，並常常在報紙及雜誌中出現。他多次被提名獲諾貝爾獎，但沒有一次是成功的。

## 研究範圍
洛布著作的主要主題為： 
- 動物的屈性及牠們與本能的關係。
- 異質形成，用另一不同的器官代替受傷或被移走的器官。
- 離子的毒性及抗毒性影響。
- 人工單性生殖。
- 海膽卵子與海星精子的雜交。

## 著作
- Der Heliotropismus der Thiere und seine Uebereinstimmung mit dem Heliotropismus der Pflanzen, Würzburg: Verlag von Georg Hertz, 1890.
- Untersuchungen zur physiologischen Morphologie der Thiere, Würzburg: Verlag von Georg Hertz, 1891–1892. 2 vols., vol. 1: Ueber Heteromorphose, vol. 2: Organbildung und Wachsthum.
- Einleitung in die vergleichende Gehirnphysiologie und vergleichende Psychologie, Leipzig: J. A. Barth, 1899.  English ed., Comparative physiology of the brain and comparative psychology, New York: Putnam, 1900.
- Studies in general physiology, Chicago: The University of Chicago Press, 1905.
- The dynamics of living matter, New York: Columbia University Press, 1906.
- The mechanistic conception of life: biological essays, Chicago: The University of Chicago Press, 1912; reprint, Cambridge, Mass.: Harvard University Press, 1964.
- Artificial parthenogenesis and fertilization, tr. from German by W. O. Redman King, rev. and ed. by Loeb.  Chicago: The University of Chicago Press, 1913.
- The organism as a whole, from a physicochemical viewpoint, New York: Putnam, 1916.
- Forced movements, tropisms, and animal conduct, Philadelphia: J. B. Lippincott, 1918.
- Proteins and the theory of colloidal behavior, New York: McGraw-Hill, 1922.

The mechanistic conception of life是洛布最著名及最有影響力的著作。它在德國首度出版後不久，英文的翻譯版本隨即出版。

## 外部連結
- 洛布的家系 （页面存档备份，存于）
- 洛布 （页面存档备份，存于） 在猶太人百科
- 洛布 （页面存档备份，存于） 在infoplease.com